# La Flégère

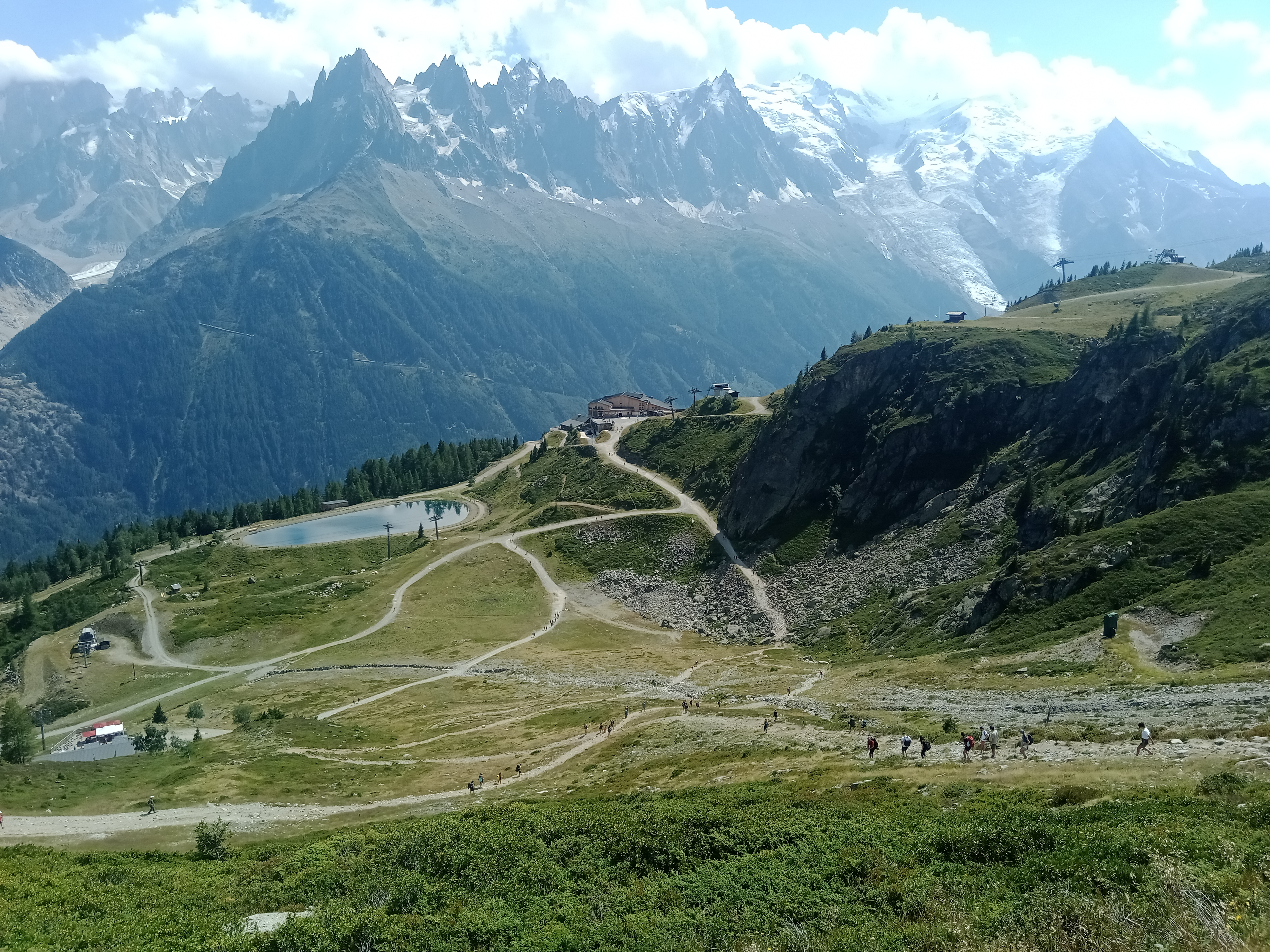
La Flégère vue depuis le nord.

La Flégère est le versant des aiguilles Rouges surplombant au nord la vallée de Chamonix-Mont-Blanc.
La vallée était reliée à la Flégère (1 894 m) par un téléphérique de 60 places. Ce dernier a été remplacé par des télécabines, mises en service en décembre 2019. Leur point de départ est situé au village les Praz de Chamonix. La gare aval de la télécabine à la Flégère est située à 1 877 m d'altitude. Un refuge est présent à côté de la gare amont.

## Randonnées au départ de la Flégère

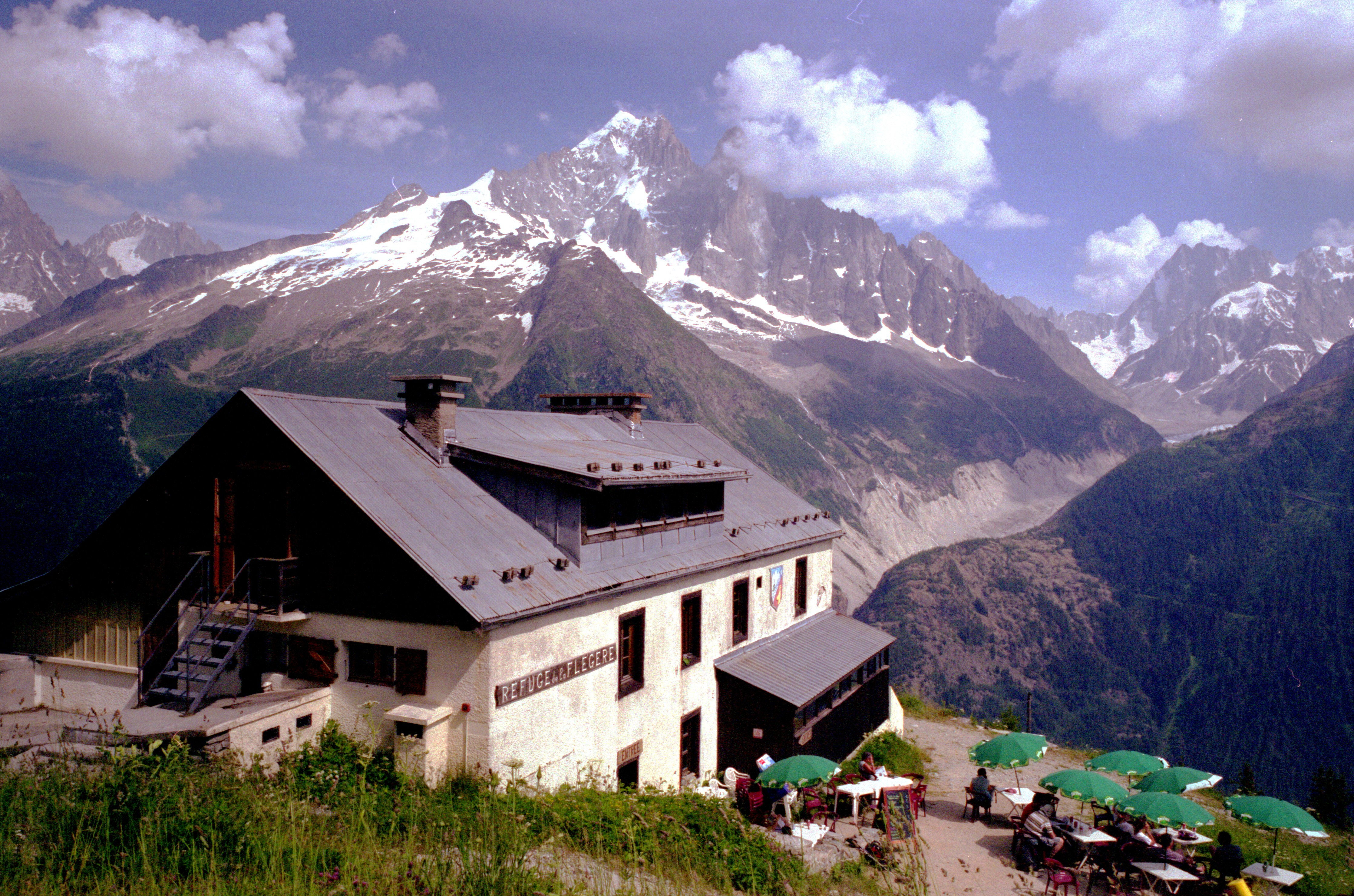
Le refuge de la Flégère

- Grand Balcon Sud (sentier panoramique sur le massif du Mont-Blanc) en direction de la Charlanon et de Planpraz ;
- Grand Balcon Sud vers les lacs des Chéserys et le col des Montets ;
- lac Blanc.

### Depuis l'Index
- lac Blanc ;
- lac Cornu et lacs Noirs par le col de la Glière.

## Domaine skiable
Un domaine skiable est installé à la Flégère. Parmi ses remontées mécaniques, celle de l'Index (télésiège 6-places) est ouverte même en été. Le ski d'été était pratiqué sur le névé de l'Index des années 1950 jusqu'en 1979.
Une piste noire rejoint la vallée quand le niveau d'enneigement le permet. Un téléphérique de liaison permet de se rendre au sous-domaine du Brévent. Une zone débutant relativement vaste est également implantée au cœur du sous-domaine.